# Flor da Paraíba
Flor da Paraíba é o 19º álbum da cantora brasileira Elba Ramalho, lançado em 1998.
O título do álbum é derivado de uma dedicatória do cantor Caetano Veloso à cantora, feita quando a mesma chegou ao Rio de Janeiro no início de sua carreira, na década de 70.

## Faixas
1. Chameguinho (Cecéu) - 3:16
2. Tum, Tum, Tum (Cristóvão Alencar, Mu Monteiro) / Mulata no Coco (Oscar Barbosa, Geraldo Nunes) - 4:25
3. Face (Chico César, Itamar Assunção, Zeca Baleiro)- 3:51
4. Lavadeira do Rio (participação especial de Lenine) (Lenine, Bráulio Tavares) - 3:28
5. Aroma (Dominguinhos, Nando Cordel) - 3:38
6. A Letra I (Luiz Gonzaga, Zé Dantas) - 3:02
7. Pra Ninar Meu Coração (Maciel Melo, Luís Fidélis) - 3:02
8. Pau-de-Arara é a Vovozinha (Gordurinha) - 3:43
9. Me Pegue Pra Chamegar (Tadeu Mathias) - 3:47
10. São Xangô Menino (Carlinhos Brown) - 3:39
11. Casa, Comida e Paixão (Dominguinhos, Fausto Nilo) - 3:01
12. Zé Esteves (Caetano Veloso) - 3:12
13. Meu Sublime Torrão (Genival Macedo) / Paraíba Meu Amor (Chico César) - 3:31

## Músicos participantes
- Luiz Antônio: arranjos nas faixas 2 e 11; teclados nas faixas 2, 3, 5 e 9; sampler na faixa 4
- Lenine: arranjos na faixa 4
- Faísca Bass: baixo em todas as faixas exceto 4, 11 e 12
- Jacaré: baixo na faixa 12
- Robertinho de Recife: arranjos em todas as faixas exceto 3, 10, 11 e 12; guitarra nas faixas 1, 3, 5, 6, 7, 9 e 10; guitarra portuguesa na faixa 11; cavaco nas faixas 2, 8 e 10; viola nas faixas 4 e 13
- Geraldo Azevedo: violão na faixa 11
- Marcos Arcanjo: violão e arranjos na faixa 12
- Artur César: bateria em todas as faixas exceto 4, 11 e 12
- Valdeci Araújo: acordeom em todas as faixas exceto 4, 11 e 12
- Chiquinho Chagas: acordeom na faixa 2
- Severo: acordeom na faixa 12
- Dominguinhos arranjo na faixa 5; acordeom nas faixas 5, 11 e 13
- Dio de Araújo: zabumba na faixa 5
- Paulinho He-Man: percussão em todas as faixas exceto 11
- Juarez Araújo: clarinete na faixa 8 e sax na faixa 2
- Paul de Castro: violino na faixa 11
- César Michiles: flauta na faixa 12
- Jurema Lourenço: vocal de apoio na faixa 4
- Tadeu Mathias, Roberta Little e Jussara Silveira: vocal de apoio em todas as faixas
- Carlinhos Brown: concepção musical na faixa 10

## Créditos
- Produzido por Robertinho de Recife
- Direção artística: Jorge Davidson
- Assistente de produção: Cláudia André
- Assistência artística: Gaetano Lops e Fatinha
- Gravado e mixado por Robertinho de Recife no Studio Lagoa - RJ, em Abril de 1998
- Direção de arte: Fábio Delduque
- Fotos: Ana Duran
- Beleza: Ton Hyll
- Figurino: Sônia Ushiyama
- Assistência de cenografia: Jodel Junior e Alexandre Saturnino
- Computação gráfica: Eduardo de Souza (CHP)
- Supervisão gráfica: Emil Ferreira